# Camino de herradura

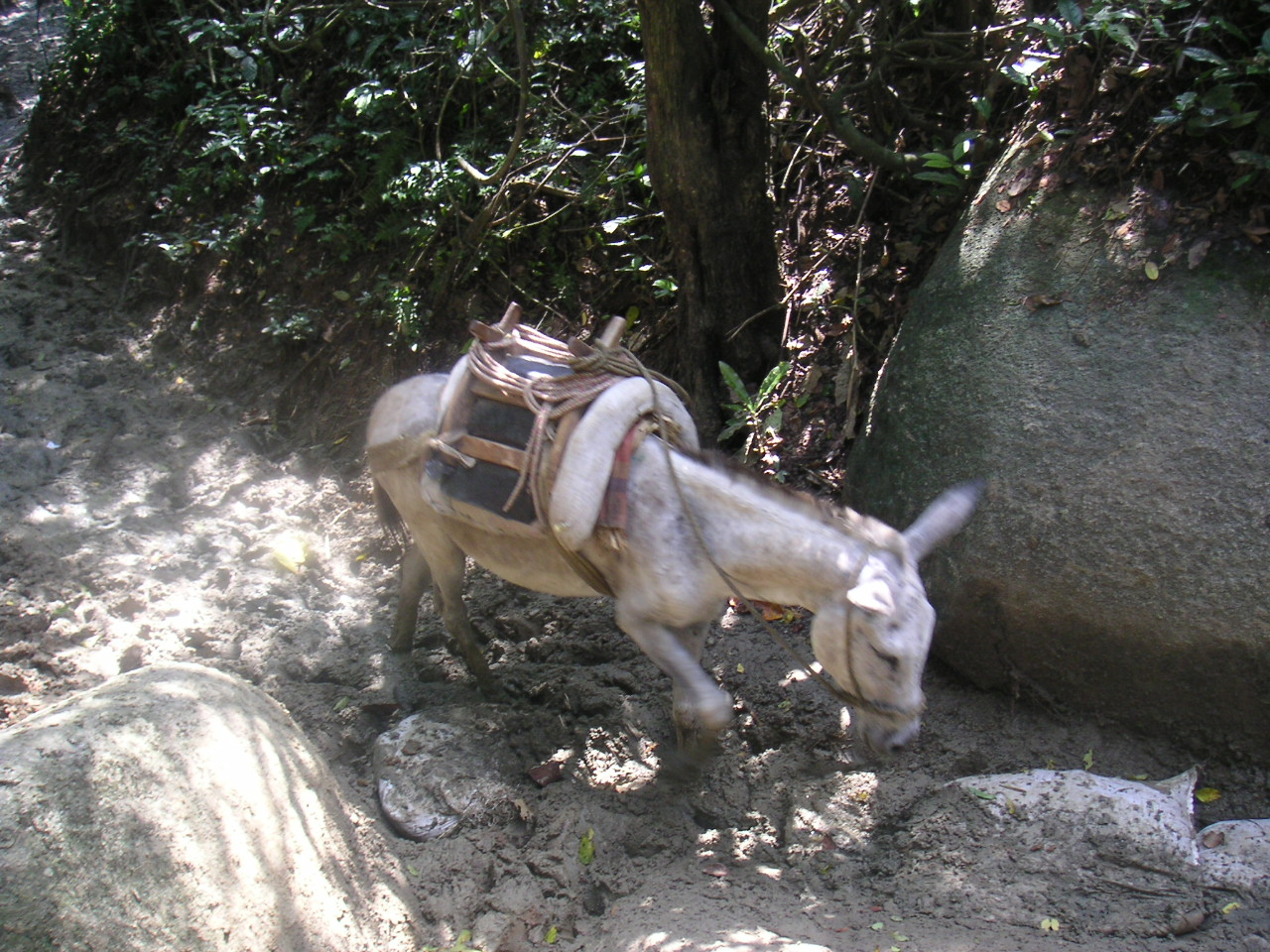
Camino de herradura en el Parque Nacional Natural Tayrona (Colombia)

Un camino de herradura, a veces llamado camino de mulas, es una vía de comunicación trazada en un entorno natural, utilizada históricamente por los arrieros y sus animales. 
En inglés se conoce con el nombre de «donkey trail», en francés como «chemin muletier», en italiano «mulattiera» y en alemán «Saumpfad».
Como su nombre indica, permite desplazarse de un punto a otro, acompañados de una o más mulas, burdéganos o burros, utilizados como animales de transporte y equipados para el transporte de mercancías o efectos personales.
La Real Academia Española lo define como un «camino que es tan estrecho que solo pueden transitar por él caballerías, pero no carros».

## Historia

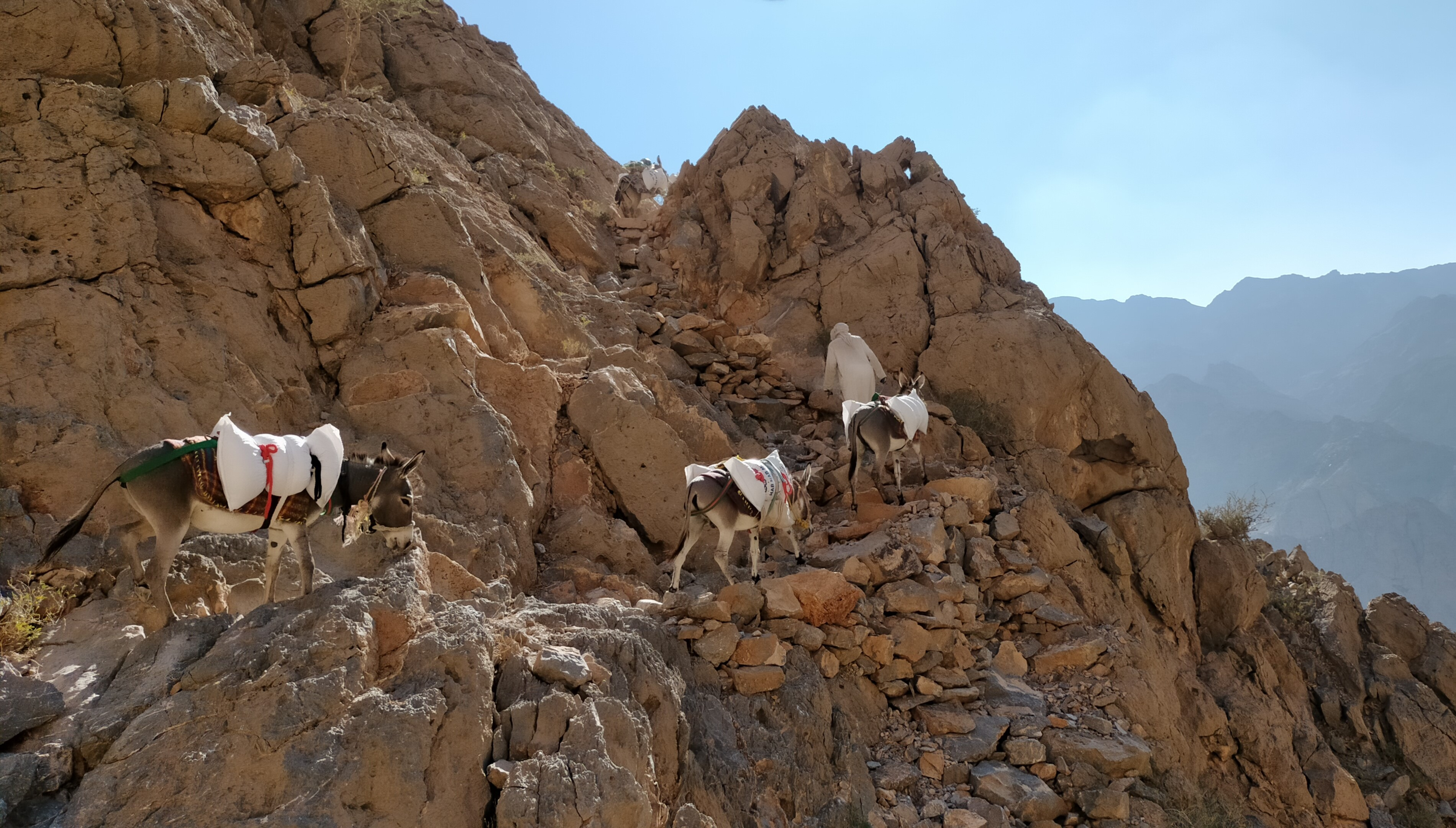
Camino de herradura entre el Wadi Khabb y la aldea de Difan. Emirato de Fuyaira (UAE)

Diseñados a veces sobre el trazado de las antiguas calzadas romanas, pero también creados con un nuevo trazado, durante siglos los caminos de herradura tuvieron la función de conectar pueblos y aldeas de montaña, desempeñando una función primordial en las denominadas rutas de la sal.
En las regiones montañosas de Europa, los senderos se diseñaron y trazaron en función de su uso. Para los senderos considerados de alto uso, se calculó el ancho para que dos mulas y sus cargas pudieran cruzarse, es decir, aproximadamente 1,40 m y se estudiaron sus pendientes para evitar una pendiente demasiado grande. Estos caminos estaban generalmente revestidos con muros de piedra que permitían canalizar el flujo de animales.
En la conquista y colonización de América, los caminos de herradura tuvieron una gran importancia, como vías de comunicación, y con el paso de los años muchos de ellos fueron reconocidos como caminos reales. Tal es el caso del Camino Real de Cruces, en Panamá, que durante varios siglos se utilizó para cruzar el istmo desde el Atlántico hasta el Pacífico y viceversa.
En Asia, la antigua Ruta del Té y los Caballos (en chino : 茶马古道, Cha ma gu dao ), fue una antigua red de caminos de herradura que serpentean en zonas montañosas de Sichuan y Yunnan en China. Esta vía de comunicación existió desde el siglo VII hasta el siglo XX.
Hoy en día, muchos de los antiguos caminos de herradura han sido convertidos en rutas de senderismo, de uso peatonal, pero en los cinco continentes siguen utilizándose todavía para el tránsito de mercancías a lomos de mulas y burros, especialmente para el acceso a lugares de montaña escarpados e inaccesibles por carretera.